# Henri Dresch
Pour les articles homonymes, voir Dresch.
Compléments
Chevalier de l'Ordre national du Mérite, au titre du tourisme.
Henri Dresch, né le 6 mars 1900 à Mustapha (aujourd'hui Sidi M'Hamed) en Algérie et mort le 25 juin 1978 en France, dans le Morbihan, est un industriel français, fondateur d’une marque emblématique de motos, les « motos Dresch » et d’un complexe hôtelier prestigieux, le Domaine de Rochevilaine (Pointe de Pen Lan - Billiers – Morbihan).

## Origine et jeunesse
Issu d’une grande famille alsacienne, composée de militaires et d’hommes d’affaires, il montre très tôt un intérêt pour la mécanique. Pourtant, probablement influencé par ses parents, il fait des études de médecine qu’il abandonne au bout de trois ans pour se consacrer à sa passion. Émancipé par sa famille avant sa majorité, il effectue entretemps un bref passage dans le milieu de l’aéronautique en tant que pilote d’essai. Il échappe alors de peu à la mort, à la suite d'un crash provoqué par un début d’incendie dans le cockpit de son avion (sa combinaison chauffante avait pris feu).

## Les  motos Dresch

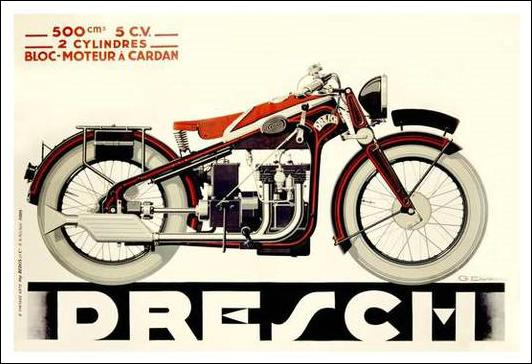
Une publicité de 1935

En 1923, Henri Dresch créé à Étampes la « Dresch et Cie », qui fabrique des pièces d’usure pour les motos rescapées de la Première Guerre mondiale. L’année suivante, il apparaît en février, lors du Paris-Nice, pilotant une moto de sa fabrication sous le pseudonyme de Vachet.
Entre 1925 et 1929, il rachète les maisons Everest, Le Grimpeur, P.S. et DFR, s’adjoignant les services de Pierre de Font Reaulx et François Desert. Leur objectif est de fabriquer une moto « simple, robuste, à prix modéré ». La « Dresch et Cie » entre alors en concurrence avec les grandes marques (Terrot, Peugeot et Monet-Goyon).
À partir de 1926, les motos sont construites dans l’usine du 33 de la rue de Vouillé, à Paris, dans le 15e arrondissement. Leur couleur caractéristique est le « rouge Dresch ».
L’entreprise évolue au fil des ans et la « Dresch et Cie » devient la « General Moto Cycles » en 1930, puis la « Manufacture d’Armes et Cycles des Arts et Métiers » (MACAM) en 1932, et enfin la « Dresch Motor Sa » en 1936. Pendant la Seconde Guerre mondiale, l’usine est mise en sommeil, puis l’entreprise survit difficilement jusque dans les années 1950.

## Armateur en Bretagne
Cependant, il semblerait qu’Henri Dresch se soit éloigné de la construction de motos bien avant cette date. Dès les années 1937-1938, il s’investit dans d’autres activités. Ainsi, il se consacre au « Circus Dresch » qu’il a fondé au contact de son ami Bouglione.
Lorsqu’il achète en 1949 l’île Dumet, île côtière de la Loire-Inférieure (aujourd'hui Loire-Atlantique), il est devenu l’un des gérants de la Société d’Armement Pêche et Cabotage de Saint-Cieux (Lancieux – Côtes d’Armor) qu’il a créée en achetant des vedettes de la Kriegsmarine transformées en bateaux de pêche. Lors d’un voyage vers le port de Piriac, il a un coup de cœur pour l’île Dumet qui devient sa propriété en 1949, puis pour la pointe de Pen Lan, dans le Morbihan dont, entre 1950 et 1954, il achète les parcelles de terrain qui deviendront le Domaine de Rochevilaine.

## Le Domaine de Rochevilaine

### Henri Dresch à Pen Lan
Henri Dresch a marqué les habitants de Billiers et de la pointe de Pen Lan par ses importants remaniements du site de Rochevilaine et par ses différentes activités en dehors du domaine. Les pêcheurs de Pen Lan lui vendaient leur poisson destiné au restaurant de Rochevilaine. Pour faciliter leur travail, Dresch avait fait construire une estacade en bois dans le port. Il possédait plusieurs bateaux : le « Dumet » et le « Papoum » à l’abandon étaient échoués dans les marais, la « Lorraine », une grande plate, servant aux voyages et transports vers Dumet. Une baleinière en tôle rivée avait été restauré par l’industriel mais ne navigua jamais, enfin un petit bateau de pêche lui permettait de prendre la mer.
Henri Dresch s’est intéressé à l’un des principaux évènements historiques ayant eu lieu à proximité de Rochevilaine, la bataille des Cardinaux, dont il connaissait les moindres détails. Dans le bar de son hôtel, il avait fait installer une peinture reproduisant cette bataille navale. Dresch avait aussi perçu l’imminence de l’envasement de la Vilaine. Il assurait ainsi à ses amis qu’un jour, ses berges se transformeraient en prés salés où l’on élèverait des moutons…

### Un hôtelier amateur de vieilles pierres
Au début des années 1950, Henri Dresch acquiert les rochers de Pen Lan à l’embouchure de la Vilaine, devenus inhospitaliers après la Seconde Guerre mondiale. Il y entame des travaux de remise en valeur dans le but de créer des chambres d’hôte, puis un hôtel. Pour concrétiser son idée, Henri Dresch s’appuie sur les bâtiments existants qu’il fait rénover puis il y ajoute des pierres qu’il va chercher dans toute la région : du simple moellon à la lucarne ouvragée, il prend tout ce qui lui est proposé. Connu comme amateur d’antiquités et de vieilles pierres, de nombreuses personnes venaient lui proposer d’acheter les restes d’un manoir, d’une chapelle, une pierre antique ou des boiseries sculptées. Henri Dresch a ainsi concentré à Rochevilaine un nombre important de pièces ayant une valeur historique et a fait d’une pointe rocheuse battue par les vents et les embruns, un complexe hôtelier auquel il donne le nom de Domaine de Rochevilaine.
Le succès d’Henri Dresch lui apporte l’honneur d’être nommé chevalier de l’Ordre national du mérite au titre du tourisme. Les propositions d’achat du domaine se multiplient mais il conserve sa création issue d’un coup de cœur pour un lieu particulier. C’est pour cette raison qu’au moment de la retraite il n’a pas habité la maison qu’il s’était fait construire sur le port de Pen Lan, ni le moulin de Carné à Questembert, consacré à ses passions pour les vieilles pierres, l’élevage et la culture des fleurs.
Atteint d’une grave maladie dès 1970 et touché par le décès de son petit-fils et de son gendre, noyés dans le bassin d’Arcachon, Dresch, se sentant proche de la fin, tient à mettre ses affaires en ordre de façon qu’au moment de sa mort, en 1978, tout soit prêt à lui survivre. Aujourd’hui, le Domaine de Rochevilaine est un Relais & Châteaux et les « motos Dresch » constituent des pièces recherchées par les collectionneurs.

## Distinctions
- Chevalier de l'ordre national du Mérite.